# Diacamma
Diacamma és un gènere de formigues de la subfamília dels ponerins (Ponerinae). No tenen reines. Es distribueix des de l'Índia fins a Austràlia i conté una cinquantena d'espècies. El gènere va ser descrit per l'entomòleg austríac Gustav Mayr (1830-1908) el 1862.

## Taxonomia
El gènere Dicamma inclou 44 espècies.
Espècies de Dicamma de l'Índia incloent-hi:
- Diacamma assamense Forel, 1897
- Diacamma ceylonense Fmery, 1897
- Diacamma cyaneiventre André, 1887
- Diacamma geometricum viridipurpureum Emery, 1893
- Diacamma indicum Santschi, 1920
- Diacamma rugosum LeGuillou, 1842
- Diacamma scalpratum Smith, 1858
- Diacamma sculptum Jerdon, 1851
- Diacamma sculpturata Smith, 1859
- Diacamma vagans Smith, 1860

Altres espècies importants:
- Diacamma australe Fabricius, 1775
- Diacamma baguiense Chapman, 1925
- Diacamma cupreum Smith, 1850
- Diacamma holosericeum Roger, 1860
- Diacamma intricatum Smith, 1857